# آدم‌های ناشناس (مجموعه تلویزیونی)
آدم‌های ناشناس (به انگلیسی: Persons Unknown) یک سریال تلویزیونی رازآلود و دلهره‌آور آمریکایی که توسط کریستوفر مک‌کوری ساخته شده‌است. این سریال از ۷ ژوئن تا ۲۸ اوت ۲۰۱۰ از شبکه ان‌بی‌سی پخش شد. داستان سریال حول محور غریبه‌هایی می‌چرخد که در داخل یک شهر ارواح کوچک زندانی می‌شوند و هیچ خاطره‌ای از گذشته و آمدنشان ندارند.

## انتشار
این سریال تابستانی سیزده قسمتی در دوشنبه ۷ ژوئن ۲۰۱۰ ساعت ۲۲:۰۰ پخش شد. در ۳۰ ژوئن، در شبکه ان بی سی برنامه را به ساعت ۸:۰۰ بعد از ظهر منتقل کرد. در روز شنبه از زمان دوشنبه خود. اجرای خود را در ۲۸ اوت ۲۰۱۰ به پایان رساند.

## تولید
این سریال توسط کریستوفر مک‌کوری ساخته شد. در سپتامبر ۲۰۰۸، کمپانی فاکس اعلام کرد که تولید سریال را آغاز کرده‌است، که توسط تله‌ویسا در مکزیک و شبکه رای ایتالیا تأمین مالی شد. فیلمبرداری در اواخر اکتبر ۲۰۰۸ در مکزیکوسیتی آغاز شد، بلافاصله پس از اعلام اینکه مایکل رایمر برای کارگردانی قسمت اول استخدام شد. و در کل سیزده قسمت تولید شد.